# Indiciamento

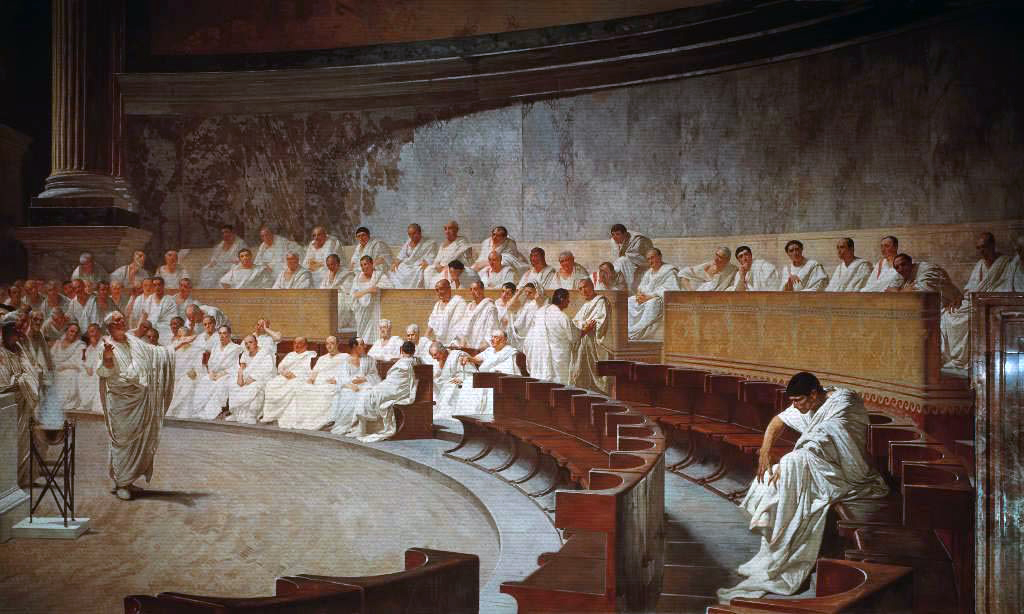
Parte do afresco acima da porta (incluída na dimensão Largura) recortada da imagem.

O indiciamento, ou indiciação, é um ato policial pelo qual o presidente do inquérito conclui haver suficientes indícios de autoria, ou seja, circunstâncias relacionadas com o fato delituoso que possibilitam a construção de hipóteses sobre a autoria e demais aspectos do delito, podendo integrar o conjunto probatório em processo judicial. São sinais indicativos de autoria e materialidade do delito. O indiciamento não significa culpa ou condenação, mas indica a submissão de alguém a  inquérito policial  ou administrativo. Por meio do levantamento de indícios de autoria e materialidade colhidos durante o andamento do inquérito  (e.g. laudos periciais, depoimentos etc.), a autoridade pode alterar o status do investigado, que pode passar a ser indiciado.
Segundo o Código de Processo Penal brasileiro, em seu art. 239:
Considera-se indício a circunstância conhecida e provada, que, tendo relação com o fato, autorize, por indução, concluir-se a existência de outra ou outras circunstâncias.

## Indiciamento direto
É a modalidade de indiciamento que ocorre quando a autoridade policial consegue levantar elementos de informação nos autos do inquérito policial que apontem para a responsabilidade de alguém. Quando isso ocorre, o delegado de polícia deverá exarar um despacho fundamentado de indiciamento, com o elenco de todos os pressupostos de fato e de direito, bem como a tipificação do delito, em tese, cometido, pelo investigado. No indiciamento direto, há o contato direto entre a autoridade policial ( Delegado de Polícia) e o investigado.

## Indiciamento indireto
Não se pode deixar de mencionar que o indiciamento indireto ou por qualificação indireta ocorre nas situações que a pessoa a ser indiciada não é localizada, estando em local incerto e não sabido. Nesses casos, o Delegado determinará, sempre com base nas provas carreadas aos autos, que seja imputada a essa pessoa a responsabilidade pelo cometimento do crime sob investigação mediante o indiciamento por qualificação indireta. É importante destacar que essa modalidade de indiciamento somente será realizada quando o investigado a ser indiciado estiver em local incerto e não sabido, sendo descabido nos casos em que a pessoa a ser indiciada já tenha sido ouvida nos autos do inquérito policial, pois a pretensa celeridade gerada por essa medida fere o direito fundamental do investigado, pois desconhecerá a mudança do seu status na investigação.

## Direitos do indiciado e do preso
Entre os direitos do indiciado e do preso, está o de permanecer calado (direito ao silêncio – vide Miranda Case – Suprema Corte dos Estados Unidos), o que deverá constar expressamente quando da formalização do indiciamento, devendo a autoridade policial informar ao investigado esse direito. No entanto, a recusa por parte do indiciado em responder as perguntas formuladas pela autoridade policial não impede que elas sejam consignadas.

## Incomunicabilidade do indiciado
O art. 21  do CPP  prevê a possibilidade de incomunicabilidade do preso, não excedente a 03 (três) dias, devendo ser decretada pelo juiz, a requerimento da autoridade policial ou órgão do MP quando o interesse da sociedade ou a conveniência da investigação o exigir. No entanto, prevalece na doutrina majoritária o entendimento de que a incomunicabilidade prevista no art. 21 do CPP não teria sido recepcionado pela Constituição Federal, pois o seu art. 136, § 3º, IV, dispõe que não é possível a incomunicabilidade do preso quando decretado estado de defesa. Desse modo, se não é possível a incomunicabilidade do preso durante o estado de defesa, o que dirá em estado de normalidade.

## Indiciamento de autoridades detentoras de foro por prerrogativa de função
Sobre o indiciamento de autoridades com foro por prerrogativa de função, a jurisprudência do STF, no julgamento da Pet 3825 QO, Relator(a): Min. Sepúlveda Pertence, Relator(a) p/ Acórdão: Min. Gilmar Mendes, Tribunal Pleno, julgado em 10/10/2007, DJe-060 DIVULG 03-04-2008 PUBLIC 04-04-2008 EMENT VOL-02313-02 PP-00332 RTJ VOL-00204-01 PP-00200, firmou o entendimento de que o Delegado de Polícia Federal não tem competência para o indiciamento de autoridade com foro por prerrogativa de função no STF.

## Indiciamento de pessoa jurídica
O indiciamento não se restringe apenas a pessoas físicas. Dessa forma, considerando a responsabilidade penal das pessoas jurídicas, é possível o seu indiciamento. Sobre esse tema, há notícia de que a Delegacia de Repressão a Crimes Ambientais (Delemaph) da Superintendência da Polícia Federal do Rio Grande do Sul realizou o primeiro indiciamento de pessoa jurídica. No caso em análise, a empresa indiciada tinha autorização dos órgãos de fiscalização para a extração de areia, mas realizava a atividade em desacordo com o licenciamento concedido. Além da pessoa jurídica, foram indiciados dois diretores da empresa pela conduta descrita no Art. 55 da Lei 9.605/98 (extração de recursos minerais sem a competente autorização, permissão, concessão ou licença, ou em desacordo com a obtida), com pena de detenção de seis meses a um ano, além de multa.
Também é importante salientar que o indiciamento da pessoa jurídica envolve algumas peculiaridades. No que concerne ao auto de qualificação e interrogatório, via de regra, o ente jurídico será interrogado por meio da pessoa física de seu representante legal. No entanto, é perfeitamente cabível a indicação de um preposto, tanto quando este for um maior conhecedor dos fatos em questão, quanto no caso do representante legal ser também investigado no mesmo inquérito policial, podendo ocorrer o chamado conflito de interesses.
Outro ponto fundamental que envolve a responsabilização penal da pessoa jurídica e seu indiciamento, e talvez o principal, consiste no aspecto de que o crime tenha sido praticado em prol do interesse ou benefício da pessoa jurídica. Desse modo, se o dirigente da pessoa jurídica realizar um ato que em nada interesse ou beneficie a empresa, ainda que a utilize para seus fins ilícitos, não haverá de se falar na responsabilização e no indiciamento da pessoa jurídica, mas sim na responsabilização pessoal e no indiciamento apenas de seu representante legal (pessoa física).
Assim, é possível o indiciamento da pessoa jurídica sem que haja o indiciamento de seu representante legal (pessoa física), desde que seja adotado o entendimento do STF que afasta a aplicação da teoria da dupla imputação (vide RE 628582 AgR/RS Rel. Min. Dias Toffoli). Caso seja adotado o entendimento consagrado pelo STJ no sentido da aplicação da teoria da dupla imputação nos casos de responsabilidade penal da pessoa jurídica, a pessoa jurídica somente poderá ser indiciada se houver o indiciamento de seu responsável legal (pessoa física).